# Sinum
Sinum là một chi ốc biển săn mồi, là động vật thân mềm chân bụng sống ở biển trong họ Naticidae, họ ốc Mặt Trăng.

## Các loài
Các loài thuộc chi Sinum bao gồm:
- Sinum bifasciatum (Récluz, 1851)[2]
- Sinum concavum (Lamarck, 1822)[3]
- Sinum cymba (Menke, K.T., 1828)[4]
- Sinum grayi G. P. Deshayes, 1843[5]
- Sinum maculatum (Say, 1831)[6]
- Sinum minus (Dall, 1889)[7]
- Sinum papilla[8]
- Sinum perspectivum (Say, 1831)[9]
- Sinum vittatum Zhang, 2008[10]

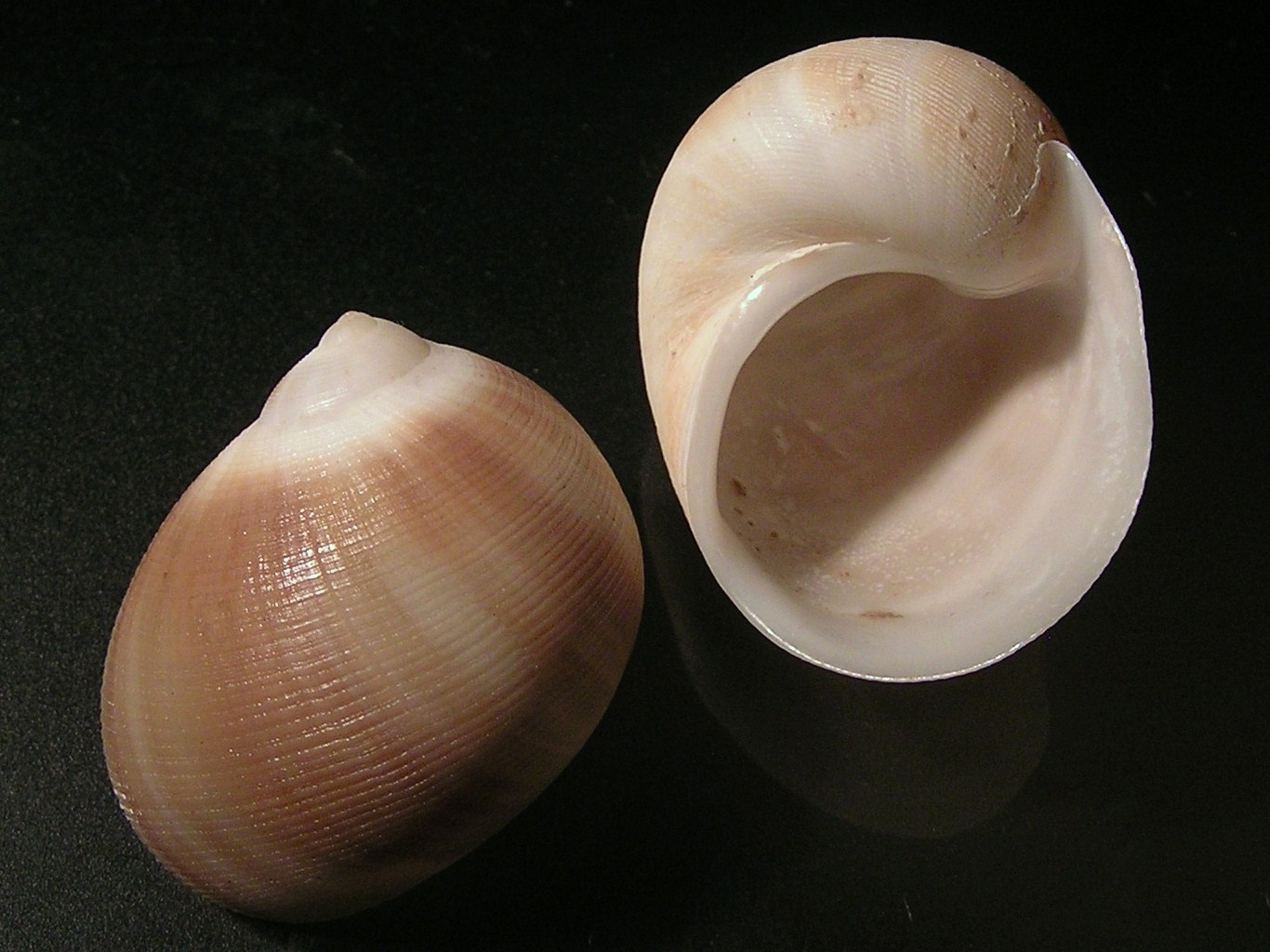
shells của Sinum grayi

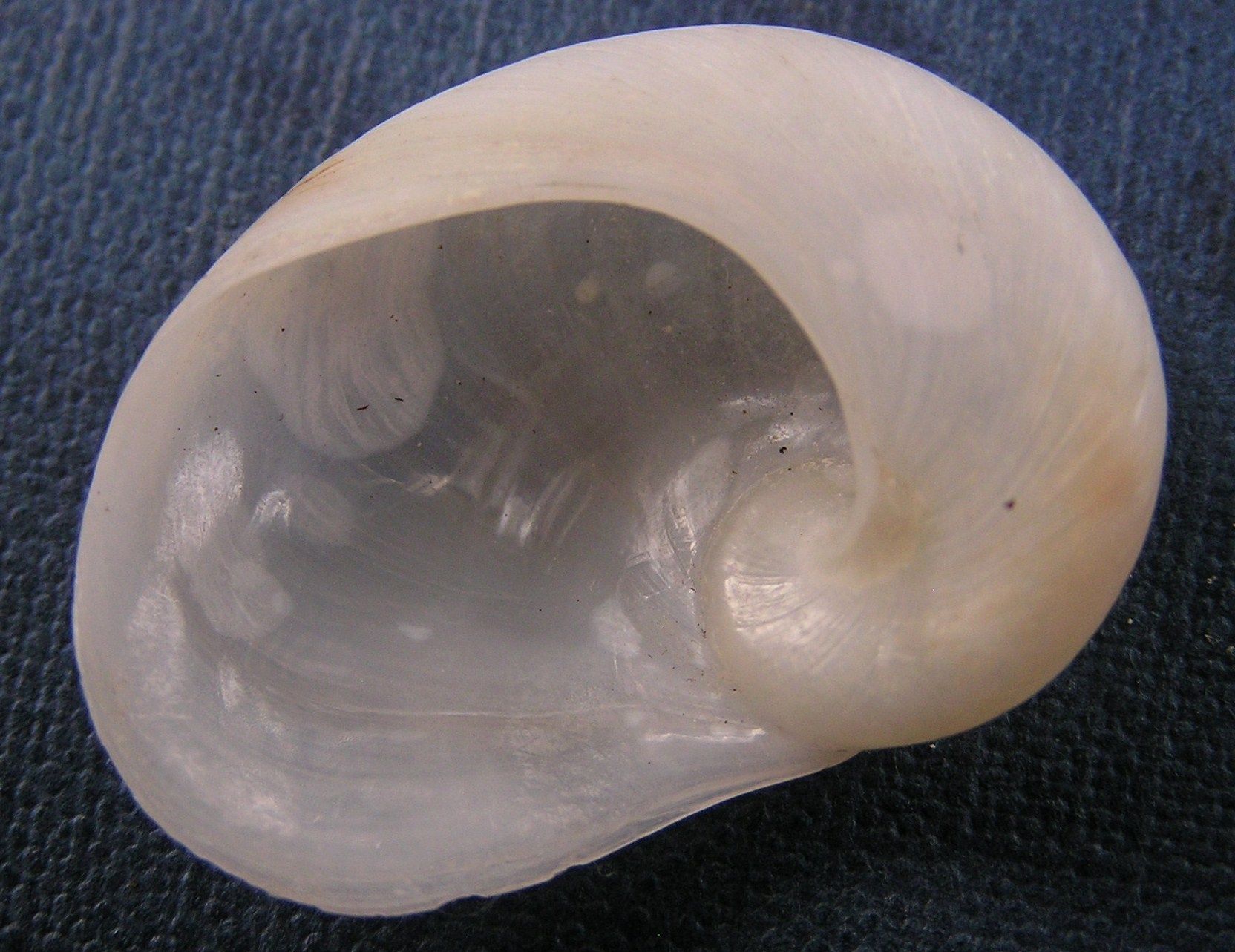
Sinum haliotoideum

Cơ sở dữ liệu Indo-Pacific Molluscan cũng ghi nhận các loài sau với danh pháp đang sử dụng 
- Sinum acuminatus (Adams & Reeeve, 1850)
- Sinum cuvierianus Récluz, 1844
- Sinum eximium (Reeve, 1864)
- Sinum haliotoideum (Linnaeus, 1758)
- Sinum incisum (Reeve, 1864)
- Sinum insculptus Adams & Reeve, 1850
- Sinum japonicum (Lischke, 1872 năm 1868-73)
- Sinum javanicum Gray in Griffith & Pidgeon, 1834
- Sinum latifasciatus Adams & Reeve, 1850
- Sinum neritoideum (Linnaeus, 1758)
- Sinum parvus (E. A. Smith, 1895)
- Sinum petitianus Récluz, 1843
- Sinum planatum (Récluz, 1843)
- Sinum planulatum (Récluz, 1843-d)
- Sinum sinuatus Récluz, 1851
- Sinum tener (Smith, 1894)
- Sinum unifasciatus Récluz, 1843
- Sinum zonale (Quoy & Gaimard, 1832)